# Malthonea tigrinata
Malthonea tigrinata es una especie de escarabajo longicornio del género Malthonea, tribu Desmiphorini, subfamilia Lamiinae. Fue descrita científicamente por Thomson en 1864.
La especie se mantiene activa durante los meses de enero, febrero, marzo, abril, julio, septiembre, octubre, noviembre y diciembre.

## Descripción
Mide 5,1-9,8 milímetros de longitud.

## Distribución
Se distribuye por Argentina, Brasil y Paraguay.